# Chrysotus cupreus
Chrysotus cupreus är en tvåvingeart som beskrevs av Macquart 1828. Chrysotus cupreus ingår i släktet Chrysotus och familjen styltflugor. Inga underarter finns listade i Catalogue of Life.